# Akabska trdnjava
Akabska trdnjava, tudi Akabski grad ali Mameluški grad (arabsko قلعة العقبة, latinizirano: Qalʿat al-qAqaba), ki stoji v Akabi v Jordaniji, je trdnjava, ki so jo prvotno postavili križarji v 12. stoletju in jo imenovali Helim. Aylo (starodavna Akaba) je leta 1187 ponovno osvojil Saladin in trdnjavo uničil. V začetku 16. stoletja so jo obnovili pod mameluškim sultanom Al Ašraf Qansuh Al-Ghurijem.
Julija 1916 je bila trdnjava mesto zmage arabskega upora, ko je ta močno branjena turška trdnjava padla pod arabsko kamelo. Lawrence Arabski je zmagoslavno odjahal od tu v Kairo, da je poročal generalu Allenbyju dobre novice. Pristanišče v Akabi je postalo glavna oskrbovalna baza za napredek arabskega upora.
Utrdba stoji poleg stebra, ki nosi zastavo arabskega upora proti Osmanom. V bližini utrdbe je Akabski arheološki muzej, ki je bil nekoč rezidenca Šarifa Huseina.